# Скиока (Вибо Валенција)
Скиока је насеље у Италији у округу Вибо Валенција, региону Калабрија.
Према процени из 2011. у насељу је живело 119 становника. Насеље се налази на надморској висини од 372 м.